# Bouresches
Bouresches es una comuna francesa, situada en el departamento de Aisne, de la región de Alta Francia.

## Demografía
| 210 | 205 | 172 | 180 | 166 | 183 | 207 | 201 |
| Para los censos de 1962 a 1999 la población legal corresponde a la población sin duplicidades (Fuente: INSEE [Consultar]) |     |     |     |     |     |     |     |